# Alfred Schmid
Alfred Schmid, v některých pramenech i Schmied (26. června 1857 Waidhofen an der Ybbs – 26. srpna 1911 Bad Wildungen), byl rakouský politik německé národnosti z Dolních Rakous, na počátku 20. století poslanec Říšské rady.

## Biografie
Byl obchodníkem se železem v Sankt Pöltenu. Zasedal v obecní radě v Sankt Pöltenu.
Působil i jako poslanec Říšské rady (celostátního parlamentu Předlitavska), kam usedl ve volbách do Říšské rady roku 1907, konaných poprvé podle všeobecného a rovného volebního práva. Byl zvolen za obvod Dolní Rakousy 41. Po volbách roku 1907 byl uváděn coby člen klubu Křesťansko-sociální sjednocení. V rejstříku poslanců je veden jako obchodník se železem. Kandidoval i ve volbách do Říšské rady roku 1911, ale porazil ho sociální demokrat Emil Polke.
Byl ženatý a měl tři děti. Zemřel v srpnu 1911 v lázních Bad Wildungen v Německu, kde pobýval po tři týdny v doprovodu manželky a kde se tři dny před smrtí podrobil operaci močového měchýře. Operace proběhla v pořádku, ale po ní se dostavila srdeční slabost.
Jeho bratrem byl pedagog a politik Heinrich Schmid.